# فارشنتین
ورچنتین (به آلمانی: Varchentin) یک شهر در آلمان است که در مکلنبورگ-فورپومرن واقع شده‌است.

## خصوصیات
ورچنتین ۱۷٫۳۱ کیلومترمربع مساحت دارد ۴۵ متر بالاتر از سطح دریا واقع شده‌است.